# Pârâul lui Pricop
Pârâul lui Pricop este un curs de apă, afluent al râului Șușița. 